# Los hongos
Los hongos es una película dramática colombiana de 2014 dirigida y coescrita por Óscar Ruiz Navia, protagonizada por Jovan Alexis Marquinez Angulo, Calvin Buenaventura Tascón, Gustavo Ruiz Montoya y Atala Estrada. Ganó el premio especial del jurado en el Festival de Cine de Locarno en 2014 y fue nominada a los premios Macondo en las categorías "mejor película" y "mejor montaje".

## Sinopsis
Ras es un trabajador de construcción y un artista del grafiti en su vecindario en Cali, Colombia. Después de perder su trabajo en construcción, Ras emprende un viaje por su enorme ciudad para encontrar a otro grafitero.